# Karl Gutenberger
Karl Michael Gutenberger, född 18 april 1905 i Essen, död 8 juli 1961 i Essen, var en tysk SS-Obergruppenführer och dömd krigsförbrytare. 

## Biografi
År 1938 utsågs Gutenberger till polischef i Duisburg. Året därpå beklädde han motsvarande post i Essen. Från 1941 var Gutenberger Högre SS- och polischef (Höhere SS- und Polizeiführer, HSSPF). I slutet av andra världskriget tillhörde Gutenberger gerillaorganisationen Werwolf. Hans-Adolf Prützmann, befälhavare för Werwolf, uppdrog åt honom att organisera en attentatsgrupp med uppgift att mörda överborgmästaren i Aachen, Franz Oppenhoff.
En brittisk militärdomstol dömde Gutenberger i oktober 1948 till 12 års fängelse; han släpptes dock redan i maj 1953.